# Chiesa rupestre di Santa Maria in Grotta
La chiesa rupestre di Santa Maria in grotta è una luogo di culto rupestre ubicata a Sessa Aurunca, nella frazione di Rongolise.

## Storia
La sua prima testimonianza storica si fa risalire agli anni 1308-1310, quando il nome di Santa Maria in cripta è riportato nella raccolta delle Decime della Diocesi di Sessa Aurunca. La presenza di un abbate che pagava le Decime per la chiesa di Santa Maria in Grotta è la prova dell'esistenza delle chiesa in quel periodo storico.

## Descrizione
La chiesa rupestre di Santa Maria in grotta è scavata nel roccia del vulcano di Roccamonfina e presenta al suo interno un importante ciclo di affreschi, testimonianza significativa dell'arte in Campania durante il periodo angioino. Non dista molto da un'altra chiesa rupestre, la Chiesa rupestre San Michele in Gualana, tuttavia reca un programma decorativo più ricco per il numero di santi rappresentati e la dedicazione a Maria. Lo stile delle pitture indica l'intervento di diverse maestranze, avvicendatesi nella prima metà del XIII secolo e portatrici di diverse esperienze artistiche, oscillanti tra la tradizione bizantina e lo stile pittorico di Montecassino. Tra le pitture spicca l'originale rappresentazione della Madonna del Latte.
Il dipinto parietale alla sinistra della navata centrale è la Dormitio virginis: la rappresentazione, databile alla seconda metà del XII secolo, presenta un richiamo a fonti bizantine rimodulate dallo stile pittorico di Montecassino. La rappresentazione è incorniciata da una fascia rossastra profilata di bianco che separa il riquadro dal resto della decorazione. 
Sono  rappresentati due edifici  dalle forme classiche, che evocano Sion, luogo dove gli evangelisti collocano la morte di Maria. L'immagine è ieratica in classico stile bizantino. Al centro vengono rappresentati il letto funebre di Maria;  dall'alto, due angeli con le mani velate scendono ad accogliere lo Spirito della Madonna. Vi sono i dodici apostoli apostoli, suddivisi in due gruppi. Pietro è posto alla sinistra, è munito di un turibolo, Paolo è invece rappresentato sulla destra, mentre tocca le gambe della Vergine. L'Apostolo Giovanni al capezzale è invece distinto dagli altri apostoli.
È datato al 970 l'affresco più antico e raffigura la Madonna con Gesù Bambino seduta in trono con ai lati due angeli. La vergine è avvolta da un pesante maphorion rosso scuro, dal quale emerge il busto del bambino che stringe un rotolo nella mano sinistra, ai lati sono due figure classiche.